# 치킨 티카 마살라
치킨 티카 마살라(영어: chicken tikka masala)는 영국에서 즐겨 먹는 커리이다. 양념에 재어 탄두르에서 구운 닭고기(치킨 티카)를 잘라 토마토 퓌레와 크림이 든 부드러운 소스에 끓여 내는 음식이다. 영국의 국민 음식 가운데 하나로 여겨진다.

## 이름
영어 "치킨 티카 마살라(chicken tikka masala)"는 "닭, 닭고기"를 뜻하는 명사 "치킨(chicken)"과 힌디어, 우르두어 등 남아시아 언어에서 빌려온 "티카 마살라(tikka masala)"로 이루어진 말이다. 힌디어, 우르두어 등에서 "티카(टिक्का, ٹکہ)"는 "(고기 등의) 조각"을, "마살라(मसाला, مصالحہ)"는 "향신료, 양념"을 뜻한다.

## 역사
이 음식의 뿌리는 명확하지 않으나, 영국의 남아시아계 주민 공동체에서 기원을 찾는 견해가 많으며, 스코틀랜드 글래스고가 발상지로 지목되기도 한다. 남아시아의 무르그 마카니(버터 치킨)가 변형되어 만들어졌을 것이라 추측되며, 방글라데시계 요리사나 파키스탄계 요리사가 개발했다는 설, 펀자브 요리에서 유래했다는 설 등이 있다.
2001년 영국의 정치인인 로빈 쿡이 "영국을 대표하는 음식"이라고 말한 바 있다.

## 만들기
레몬 즙, 소금, 고춧가루(주로 카슈미르고추가루), 다진 마늘과 생강, 가람마살라 등 향신료, 다히나 다른 요구르트, 겨자기름 등에 재어 놓은 닭고기를 탄두르나 오븐, 프라이팬 등에서 구워 치킨 티카를 만든다. 냄비에 겨자기름이나 버터기름을 두르고 양파를 볶다가, 다진 마늘과 생강, 가람마살라나 커리가루, 강황가루, 쿠민가루 등 향신료, 토마토 퓌레, 크림이나 코코넛크림 등을 넣어 만든 커리 소스에 치킨 티카를 넣어 함께 익혀 낸다.

## 사진

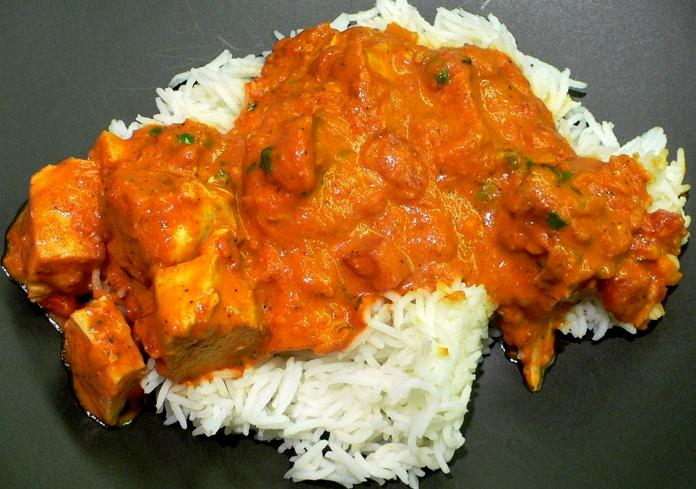
치킨 티카 마살라와 쌀밥

## 같이 보기
- 버터 치킨
- 치킨 티카